# Winfried Bernward Müller
Winfried Bernward Müller (* 19. Februar 1944 in Salzburg) ist ein österreichischer Mathematiker. Er war von 1999 bis 2003 Rektor der Universität Klagenfurt.

## Leben
Winfried Bernward Müller studierte nach der Matura an der Universität Wien. 1967 promovierte er dort mit einer Dissertation zum Thema Endomorphismensysteme mit Produkt- und Kettenregel, Doktorvater war Wilfried Nöbauer.
Von 1971 bis 1973 lehrte er an der Universidad Simón Bolívar in Caracas. 1975 habilitierte er sich an der Technischen Universität Wien auf dem Gebiet der Mathematik, 1976 wurde er mit dem Christian-Doppler-Preis ausgezeichnet. 1977 wurde er an die damalige Universität für Bildungswissenschaften in Klagenfurt als Professor für Mathematik berufen, wo er bis zu seiner Emeritierung im Oktober 2011 tätig war. Von 1994 bis 1998 war er Senatsvorsitzender an der nunmehrigen Universität Klagenfurt. 1999 folgte er Willibald Dörfler als Rektor der Universität Klagenfurt nach, 2003 wurde er von Günther Hödl in dieser Funktion abgelöst.

## Forschung und Lehre
Gastprofessuren hatte er an der Queensland University of Technology, der Monash University, der Technischen Universität Wien, der Universität Linz und der Universität Salzburg, Forschungsaufenthalte führten ihn unter anderem an die University of Tasmania und die Teesside Polytechnic (England). Zu seinen Forschungsschwerpunkten zählen die Kryptographie und die angewandte Algebra, zu seinen Doktoranden zählen Wilfried Meidl und Rupert Nöbauer. Er publizierte rund 50 wissenschaftliche mathematischen Arbeiten. Im Auftrag der European University Association war er ab 2001 an der Evaluation von Höheren Bildungseinrichtungen in Europa, Südamerika und Afrika beteiligt.
Im Mai 2017 erhielt er sein Goldenes Doktordiplom der Universität Wien.

## Auszeichnungen (Auswahl)
- 1976: Christian-Doppler-Preis

## Publikationen (Auswahl)
- 1984: Allgemeine Algebra und Anwendungen, gemeinsam mit Dietmar W. Dorninger, Teubner-Verlag, Stuttgart 1983, ISBN 978-3-519-02030-1